# Мурвица (Поличник)
Мурвица је насеље код Задра у Равним Котарима, сјеверозападна Далмација, Република Хрватска. Припада општини Поличник у Задарској жупанији.

## Географија
Налази се 7 километара сјевероисточно од Задра.

## Историја
Мурвица се од распада Југославије до јануара 1993. године налазила у Републици Српској Крајини.

## Становништво
На попису становништва 2011. године, Мурвица је имала 701 становника.

## Попис 1991.
На попису становништва 1991. године, насељено место Мурвица је имало 1.096 становника, следећег националног састава:
| Попис 1991.‍   | Попис 1991.‍  | Попис 1991.‍ | Попис 1991.‍ | Попис 1991.‍ |
| ------------- | ------------ | ----------- | ----------- | ----------- |
|               |              |             |             |             |
| Хрвати        | Хрвати       |             | 777         | 70,89%      |
| Срби          | Срби         |             | 223         | 20,34%      |
| Муслимани     | Муслимани    |             | 11          | 1,00%       |
| Југословени   | Југословени  |             | 3           | 0,27%       |
| Албанци       | Албанци      |             | 2           | 0,18%       |
| остали        | остали       |             | 1           | 0,09%       |
| неопредељени  | неопредељени |             | 8           | 0,72%       |
| регион. опр.  | регион. опр. |             | 1           | 0,09%       |
| непознато     | непознато    |             | 70          | 6,38%       |
| укупно: 1.096 |              |             |             |             |

## Култура
У Мурвици се налази римокатоличка црква Дјевице Марије  изграђена 1898. године.

## Презимена
- Баредна — Православци, славе Св. Луку
- Бербер — Православци, славе Св. Луку
- Опачић — Православци, славе Св. Луку
- Паравиња — Православци, славе Св. Јована